# Mariza
Die Mariza, auch Maritza geschrieben (bulgarisch Марица, griechisch Έβρος Evros, lateinisch Hebrus, altgriechisch Ἕβρος Hébros, türkisch Meriç Nehri), ist ein Fluss, der die Landschaft Thrakien in Südosteuropa durchfließt. In ihrem unteren Verlauf bildet sie zu einem kleinen Teil die Grenze zwischen Griechenland und Bulgarien und anschließend die Grenze zwischen Griechenland und der Türkei.

## Geographie
Die Länge des Flusses beträgt 515 km.
Er entspringt im Rila-Gebirge in Bulgarien, verläuft dann zunächst in östlicher Richtung, durchfließt die Oberthrakische Tiefebene (auch Mariza-Ebene genannt) und die großen Städte Plowdiw und Edirne, bis sich sein unteres Drittel nach Süden richtet und bei Keşan (unweit der antiken Stadt Ainos) in die Ägäis mündet.
Das durch die Mariza entwässerte Gebiet hat eine Fläche von 52.900 km²: 66 % dieses Gebietes gehören zu Bulgarien (34.900 km²), 27,5 % zur Türkei (14.550 km²) und 6,5 % zu Griechenland (3450 km²). In der Mitte der 1970er Jahre betrug der über das Jahr gemittelte Wasserabfluss 103 m³ pro Sekunde. Das meiste Wasser führte die Mariza zwischen Dezember und April mit Abflussmengen zwischen 135 und 239 m³/s. Bei monatlichen Messungen zwischen 1984 und 1994 wurden für den Evros Durchflussraten von minimal 19 m³/s, maximal 235 m³/s und gemittelt 50 m³/s bestimmt. Die Wassertemperaturen beliefen sich auf minimal 0,5 °C, maximal 27,5 °C und im Mittel 16,1 °C.
Das Wasser der Mariza zeichnet sich durch hohe Gehalte an Kalium- (1,2 mg/l), Fluor- (0,53 mg/l), Eisen- (0,05 mg/l) und Mangan-Ionen (0,013 mg/l) aus.
Zuflüsse sind die Arda, Erythropotamos, die Tundscha, die Watscha und der Ergene (Agrianes).
Das 188 km² umfassende Flussdelta teilt sich zwischen Griechenland (circa 90 % der Fläche) und der Türkei auf. Im Mariza-Delta dominieren aufgrund seiner Form die sedimentabtragenden Kräfte des Meeres (Wellen) über die Sedimentanschüttung durch den Fluss. Die Gebiete des Thrakischen Golfes vor der Mündung der Mariza sind seicht (Wassertiefen weniger als 35 m).

## Wirtschaft und Nutzung
Das Gebiet der Mariza wird seit der Antike intensiv wirtschaftlich durch den Menschen genutzt. Bis in das Mittelalter soll der Fluss schiffbar gewesen sein. In Bulgarien werden Tabak, Gemüse, Getreide und Baumwolle angebaut sowie Viehzucht betrieben. In der Nähe des Mariza-Verlaufs finden sich auch Bergwerke mit der Förderung von Gold und Uran.
Im türkischen Teil des Mariza-Gebietes werden auf der Hälfte der Fläche Getreide, Sonnenblumen und Reis angebaut. Daneben werden Zuckerrohr, Sesam, Zitronen, Knoblauch, Bohnen und Wassermelonen geerntet und es wird Viehzucht betrieben.
Im griechischen Teil erfolgt ebenfalls eine intensive landwirtschaftliche Nutzung. Das Mariza-Delta wird sowohl von der Türkei als auch von Griechenland für den Anbau von Baumwolle und Getreide sowie zur Viehzucht benutzt. Das Delta der Mariza ist mit seiner Artenvielfalt und Vegetation ein bekanntes Ziel für Ökotourismus.
Bis zum Zweiten Weltkrieg blieb der Verlauf der Mariza durch den Menschen relativ unbeeinflusst. Dies änderte sich in den 1950er Jahren gründlich durch den Bau von Dämmen und Staubecken vor allem auf Seiten der Türkei und Griechenlands. Auch Bulgarien regulierte bzw. nutzte die Mariza und ihre Zuflüsse durch wasserwirtschaftliche Eingriffe. Zu Anfang des 21. Jahrhunderts kam es trotz dieser wasserwirtschaftlichen Maßnahmen im Unterlauf der Mariza zu erheblichen Überschwemmungen.

## Menschen und Städte am Fluss
Im Gebiet der Mariza leben ca. 2,9 Millionen Menschen. Diese verteilen sich auf die Anrainerstaaten Bulgarien (1,76 Millionen, 61 %), Türkei (0,99 Millionen, 34 %) und Griechenland (0,13 Millionen, 5 %).
Städte im Verlauf des Flusses in Bulgarien sind:
- Dolna Banja
- Kostenez
- Belowo
- Pasardschik
- Plowdiw
- Dimitrowgrad
- Simeonowgrad
- Charmanli
- Ljubimez
- Swilengrad

In Griechenland liegen folgende Städte und Ortschaften am Evros oder in dessen unmittelbarer Nähe:
- Alexandroupoli
- Didymoticho
- Feres
- Nea Vyssa
- Orestiada
- Pithio
- Soufli

In der Türkei finden sich am oder in unmittelbarer Nähe des Meriç folgende Städte und Ortschaften:
- Enez
- Meriç
- Edirne
- Üyüklütatar

## Geschichte
Die Mariza war wiederholt Schauplatz der Geschichte. Nach der griechischen Mythologie warfen die Mänaden den Kopf des Orpheus in den Evros, der dann, immer noch singend, zur Insel Lesbos getrieben sein soll. Gesichert ist zumindest das wiederholte Vorkommen von bewaffneten Konflikten. Beispiele sind die Schlacht an der Mariza und die Schlachten von Adrianopel, welche sich im Gebiet des Flusses Evros ereigneten. Der Evros stellt seit dem Vertrag von Sèvres 1920 und dem Vertrag von Lausanne 1923 die Grenze zwischen Griechenland und der Türkei dar. Historisch markierte der Evros die Grenze zwischen West- und Ostthrakien.
Im griechisch-türkischen Abschnitt wird der Fluss von vielen illegalen Einwanderern überquert, die in die Europäische Union einreisen wollen. Dabei starben 2010 offiziell 41 Menschen, deren Leichen auf griechischer Seite gefunden wurden. Einzig auf einem 10,9 km langen Grenzabschnitt zwischen Nea Vyssa und Kastanies fließt der Fluss vollständig auf türkischer Seite und kann einfach mittels einer Brücke überquert werden. Die türkische Seite der Grenze wird nicht kontrolliert.
2011 plante die griechische Regierung den Bau eines Grenzzauns zur Türkei, um den Flüchtlingsstrom aus dem Nachbarland zu stoppen. Als Vorbild gilt der Zaun, den die USA an der Grenze zu Mexiko errichtet haben. 2011 wurde der Bau eines Wassergrabens begonnen, um den Flüchtlingsstrom einzudämmen. Im Dezember 2012 wurde der Grenzzaun am Evros fertiggestellt. Die Mittel hierfür brachte der griechische Staat selbst auf. Seit der Fertigstellung des Zauns ist die Rate der illegalen Grenzüberschreitungen am Evros-Gebiet auf beinahe Null gesunken.
2012 wurden von türkischen und griechischen Fischern angeblich Piranhas der Gattung Natterers Sägesalmler im unteren Lauf des Flusses gefischt.